# Nyishis
 (décembre 2016).

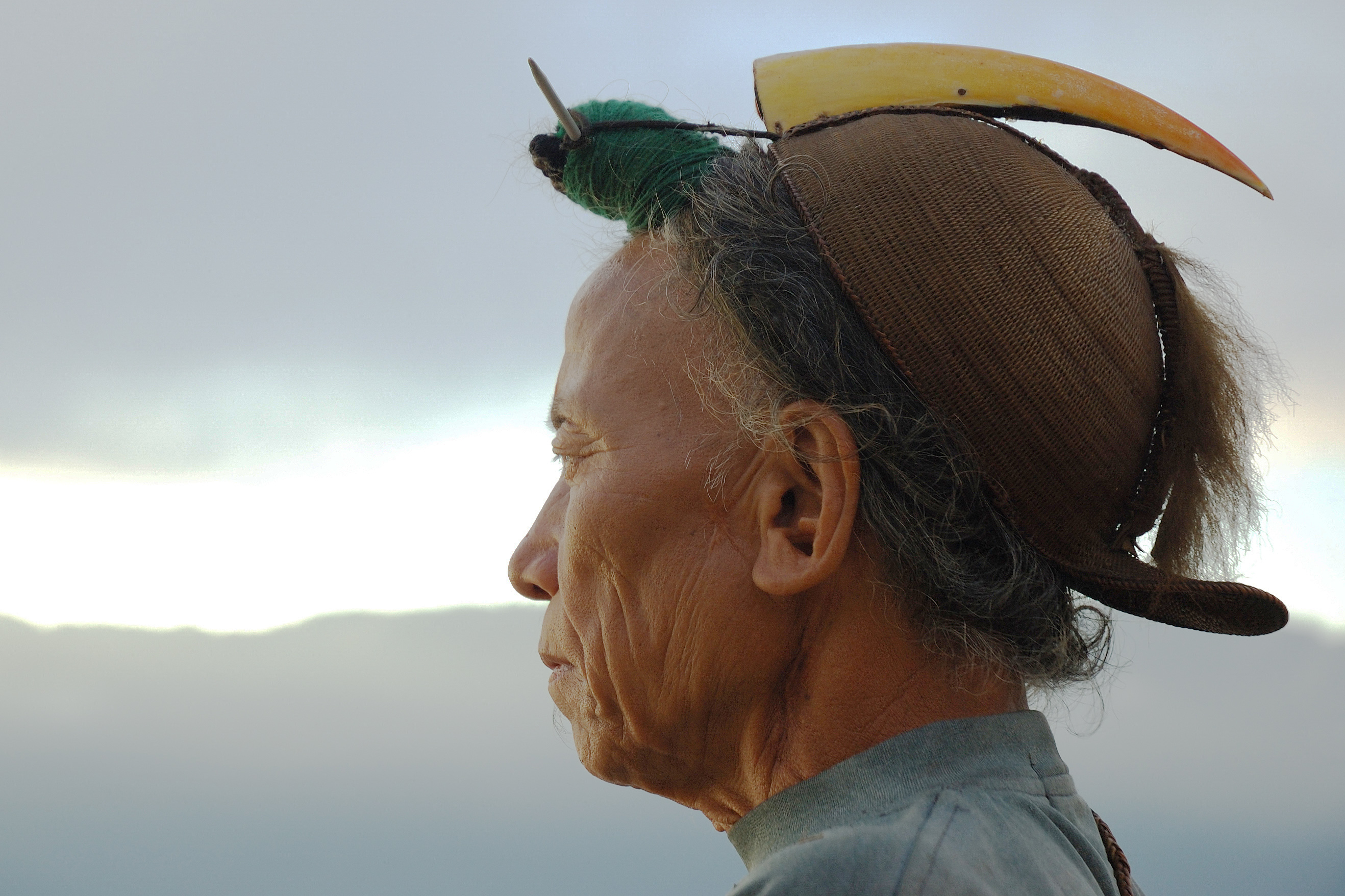
Un Nyishi portant la coiffe traditionnelle surmontée d'un bec de calao

Les Nyishis (ou Nishis, Nissis, Nyisings) forment un groupe ethnique qui habite principalement l'État indien de l'Arunachal Pradesh (Nord-Est indien). Leur nom, dans leur langue tibéto-birmane, signifie "gens de la terre" ou "être humain".
Les Nyishis habitent les districts de Papum Pare, de l'East Kameng et du Lower Subansiri, du Kurung Kumey, certaines parties des districts du haut Subansiri dans l'Arunachal Pradesh, ainsi que le district de Darrang et de North Lakhimpur dans l'Assam. Ils sont au nombre d'environ 300 000, ce qui en fait le groupe le plus nombreux de l'Arunachal Pradesh, devant les Adis et les Galongs (ou Abor). 
Les Nyishis n'acceptent pas l'intermariage avec les autres tribus, ce qui est une attitude courante parmi les populations tribales. La polygamie y est prévalente. Elle est perçue comme un symbole de statut social tout en assurant une plus grande stabilité économique. Elle assure également une plus grande sécurité sociale durant les temps difficiles, particulièrement lors des guerres interclaniques. Cependant, avec l'arrivée du christianisme la polygamie est contestée. La descendance parmi les Nyishis, divisés en plusieurs clans, se définit de manière patrilinéaire.